# 東京電機大学工学部第二部
東京電機大学工学部第二部（とうきょうでんきだいがくこうがくぶだいにぶ）は、東京電機大学に設置されている学部。
キャンパスは、東京千住キャンパス。

## 概要
東京電機大学工学部第二部は、1952年（昭和27年）に設置された学部で、昼間はアルバイトや企業で働き、夜に大学で学びたい人たちを対象とした学部である。
授業は平日の６時限・7時限（18:10ｰ21:20）、土曜日の2時限から6時限までの授業科目（10：40-19:40）を履修して、大学4年間で卒業できるようにしている。
授業内容は、昼間の工学部の授業とほぼ同じであり、主要科目を含め基礎から応用まで多数の科目から選択履修できる。（詳細は東京電機大学工学部を参照）
学費は履修申告した単位数に応じた額となり、その学費は変動する。
転学部試験を受験して、それぞれの学部・学科・学系の定める条件を満たせば、昼間の学部に転部できる制度も用意されている。
企業などに勤務する社会人を対象に「社会人課程」（実践知重点課程）を設置し、工学部の基礎から応用を幅広く学べるカリキュラムを用意している。

## 沿革
- 1952年（昭和27年） 工学部第二部開設。電気工学科設置。
- 1961年（昭和36年） 電気通信工学科を設置[2]。
- 1993年（平成05年） 電気通信工学科を情報通信工学科に名称変更[3]。
- 2008年（平成20年） 工学部第二部の電気工学科、電子工学科を改編し、電気電子工学科を設置。

## 組織
- 工学部第二部
  - 電気電子工学科
  - 機械工学科
  - 情報通信工学科

## 学部長
- 五十嵐 洋